# Goudoogtimalia
De goudoogtimalia (Chrysomma sinense) is een zangvogel uit de familie Paradoxornithidae (diksnavelmezen).

## Verspreiding en leefgebied
Deze soort komt voor van Pakistan tot Vietnam en telt drie ondersoorten:
- C. s. nasale: Sri Lanka.
- C. s. hypoleucum: Pakistan, India (behalve het noordoosten) en zuidelijk Nepal.
- C. s. sinense: van noordoostelijk India tot zuidelijk China en Vietnam.

## Status
De grootte van de populatie is niet gekwantificeerd maar de soort wordt omschreven als schaars in Pakistan, vrij algemeen in Nepal en plaatselijk algemeen in India. Op de Rode lijst van de IUCN heeft deze soort de status niet bedreigd.